# Kodioides borleyi
Kodioides borleyi is een zeeanemonensoort. De wetenschappelijke naam van de soort is voor het eerst geldig gepubliceerd in 1910 door Walton.